# بيزانا
بيزانا هي بلدية يقطنها حوالي 1000 نسمة في مقاطعة فرشيلي التابعة لإقليم بييمونتي الإيطالي، تقع على بعد حوالي 70 كيلومتر (43 ميل) إلى الشمال الشرقي من مدينة تورينو وحوالي 8 كيلومتر (5 ميل) جنوب شرق مدينة فيرتشيلي.
تقع بيزانا على حدود البلديات التالية: أزيليانو فيرسيلسي، كارسانا، باليسترو، برارولو، روساسكو، ستروبيانا.